# Omalodes sinuaticollis
Omalodes sinuaticollis är en skalbaggsart som beskrevs av Sylvain Auguste de Marseul 1853. Omalodes sinuaticollis ingår i släktet Omalodes och familjen stumpbaggar. Inga underarter finns listade i Catalogue of Life.